# Скандинавске планине
Скандинавске планине или Сканди (швед. Skanderna, Fjällen или Kölen, фин. Köli, норв. Kjølen) су планински масив који се протеже преко Скандинавског полуострва. Често се погрешно сматра да су Скандинавске планине исто што и Скандинавски каледони, древни планински ланац и орогенеза која покрива приближно исто подручје. Западне стране планина оштро се спуштају у Сјеверно и Норвешко море, формирајући фјордове, док се сјевероисточно постепено окрећу према Финској. На сјеверу оне формирају границу између Норвешке и Шведске, гдје досежу 2.000 м висине у Сјеверном поларнику. Планински ланац само додирује сјеверозападну Финску, али је једва виши од брда на најсјевернијем дијелу код Сјеверног рта (Nordkapp). 
Планине нису веома високе, али су на неким мјестима веома стрме; Галдепинген у Јужној Норвешкој највиши је врх у Сјеверној Европи (2.469 м), на шведској страни највиши врх је Кебнекајсе (2.104 м). Највиша тачка у Финској је нагиб Халти (1.324 м), иако се највиши врх овог нагиба налази у Норвешкој. 
Комбинација сјеверне локације и влаге из Сјеверног Атлантског океана изазвала је формирање многих ледених поља и глечера. Температура пада са повећањем надморске висине; у Јужној Норвешкој, пермафрост постаје уобичајен на око 1.500 метара надморске висине на западној падини и око 1.200 метара надморске висине на источној падини близу границе са Шведском. У сјеверној Норвешкој трајни мраз постаје уобичајен од око 800 до 900 метара надморске висине на западној падини и око 600 метара надморске висине на источној падини.   

## Орографија
Највиши врхови планинског ланца углавном су концентрисани на једном подручју (средње надморске висине преко 1.000 m) између Ставангера и Трондхејма на југу Норвешке, са бројним врховима преко 1.300 m и неким врховима преко 2.000 m. Око Трондхејмског фјорда врхови се смањују на око 400–500 m, уздижући се поново до висине веће од 1.900 m даље на северу у шведској Лапонији и оближњим пределима Норвешке. Јужни део планинског ланца садржи највишу планину Северне Европе, Галдепинген са скоро 2.500 m. Овај део планинског ланца је такође шири и садржи низ висоравни и нежно валовитих површина који су домаћин расутих инзелбергова. Висоравни и валовите површине јужних скандинавских планина формирају низ степенастих површина. Геоморфолог Карна Лидмар-Бергстрем и сарадници препознају пет широко распрострањених степенастих површина. На истоку Норвешке неке степенасте површине спајају се у једну површину. Довре и Јотунхејмен уздижу се са највиших степенастих површина. У југозападној Норвешкој висоравни и благо валовите површине снажно су раздвојени фјордима и долинама. Планински ланац је присутан у Шведској од северне Даларне, ка северу; јужно од ове тачке Скандинавске планине леже у потпуности унутар Норвешке. Већини Скандинавских планина недостаје „алпска топографија”, и, где је присутна, није повезана са висином. Пример за то је расподела циркова у јужној Норвешкој која се може наћи и близу нивоа мора и на 2.000 m. Већина циркова налази се између 1.000 и 1.500 m.

## Геологија
Скандинавске планине су већином састављене од веома старих стијена насталих прије око 400 милиона година када су Скандинавски каледони потиснути. Огромне планине створене у то вријеме биле су много веће од било чега данас, али су се у потпуности изравнале током 100 милиона година у равну плочу. Ова плоча се задржала од прије око 300 милиона година до прије 50 милиона година када је било више помијерања, а западна страна скандинавске плоче уздигла се тик уз обале Норвешке, док је источна страна према Шведској остала нижа. Читава плоча је била под углом, а западна страна је била много виша од источне, те су зато све ријеке послије тога текле источно.

## Галерија
- Галдепинген, највиши врх Скандинавских планина
- Глитертинд, друга највиша планина у Норвешкој
- Фалкетинд, планински врх у Јотунхејмен планинској регији
- Абиско национални парк